# Exodus (loď)

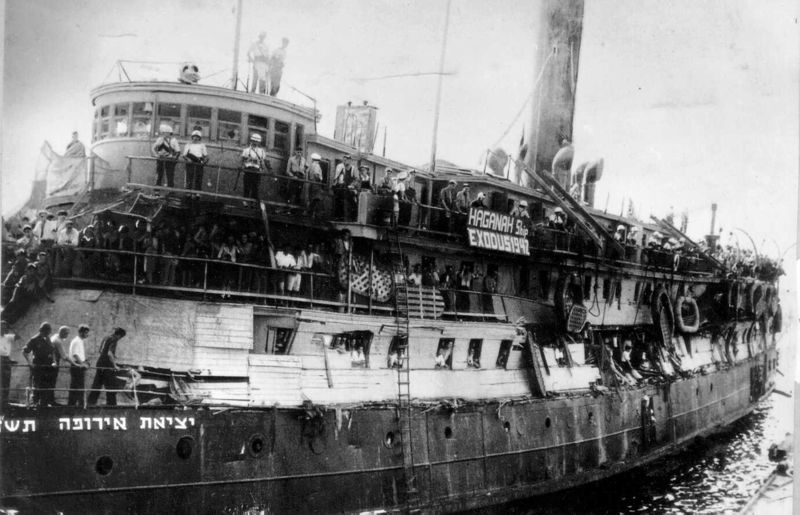
SS Exodus 1947 poté, co Britové převzali kontrolu nad lodí

Exodus 1947 byla parní loď, která 11. července 1947 opustila Francii s židovskými emigranty na palubě. Jejím cílem bylo přepravit emigranty do britské mandátní Palestiny. Drtivá většina pasažérů byli přeživší holokaustu, kteří však neměli žádná víza pro vstup do Palestiny. Protože však o nich byli Britové dobře informováni, zastavili loď nedaleko palestinských břehů a přinutili cestující vrátit se zpět do Evropy.

## Původní využívání lodi
Loď byla původně ve vlastnictví Baltimorské plavební společnosti, která ji pod názvem USS President Warfield využívala jako zásobovací loď, která přepravovala zboží ale i pasažéry mezi Norfolkem ve Virginii a Baltimorem v Marylandu mezi léty 1928 a 1942. Pro Baltimorskou plavební společnost ji postavila loděnice Pusey and Jones Corp. ve Wilmingtonu ve státě Delaware roku 1927. Během druhé světové války sloužila nejprve v britském královskému námořnictvu a poté i v americkém námořnictvu.

## Historie plavby
Starou vyřazenou loď koupila 9. listopadu 1946 společnost Potomac Shipwrecking Co. z Washingtonu DC, která však figurovala pouze jako zástěrka pro fakt, že loď kupuje židovská polovojenská organizace Hagana. Loď nakonec přešla do vlastnictví ilegální židovské organizace Mosad le-alija Bet, která pomáhala ilegálním imigrantům dostat se do Palestiny. Přejmenovali ji na Exodus 1947 podle biblického exodu z Egypta do Kanaánu.
Loď byla vybrána záměrně kvůli svému zchátralému stavu. Bylo velmi riskantní použít ji pro převoz lidí, ale organizátoři počítali s tím, že právě špatný stav by mohl donutit Brity, aby nechali loď projít skrz blokádu Palestiny kvůli nebezpečí toho, že by se vystavili ve špatném mezinárodním světle, kdyby došlo k jakýmkoli komplikacím či přímo k potopení lodi.

### Cesta do Palestiny
Dne 25. února 1947 opustil President Warfield Baltimore a vyrazil do Středozemního moře. Lodi velel kapitán Palmachu (úderných jednotek Hagany) Ike Aronowicz.
Dne 11. července 1947 opustili pod rouškou noci francouzský přístav Sète se 4515 lidmi na palubě. Již velmi záhy po vyplutí se k nim přidal britský lehký křižník Ajax a celý konvoj torpédoborců a doprovázely je až k Palestině. 18. července se loď nacházela asi 40 km od pobřeží Palestiny. Členové Hagany, pasažéři a posádka postavili barikády, ostnatý drát a napojili na parní kotle hadice, aby zabránili Britům ve vstupu na palubu. Na palubě spolu s cestujícími bojovali s Brity, kteří se snažili vstoupit na palubu. Dva pasažéři byli zabiti a dalších dvanáct raněno, než Britové konečně převzali kontrolu nad lodí. Zabit byl také první důstojník Exodu William Bernstein. Loď kontrolovaná Brity přistála v Haifě.

### Internace a vyhrocení situace
Vzhledem k přeplněnosti internačních táborů na Kypru (kam byli nelegální židovští přistěhovalci dříve přesouváni) se britský ministr zahraničí Ernest Bevin rozhodl poslat zadržené cestující Exodu zpět do Francie. Umístili je ve špatných hygienických podmínkách na lodě Runnymede Park, Ocean Vigour a Empire Rival. Před odesláním jim sdělili, že lodě poplují na Kypr.
31. července lodě dorazily do Port-de-Bouc u Marseille. Cestující odmítli uposlechnout rozkaz k vystoupení. Vzhledem k velkému horku se mezi nimi začaly šířit nemoci. Informace o deportaci cestujících z Exodu se postupně dostaly do světového tisku. Po třech týdnech stání v přístavu bylo uprchlíkům sděleno, že pokud nevystoupí z lodí, budou odesláni do Německa. 22. srpna tři lodě opustily Port-de-Bouc, 28. srpna propluly Gibraltarskou úžinou a o týden později připluly do Hamburku v britské okupační zóně.
V přístavu v Hamburku britské úřady násilím vysadily uprchlíky z lodí a převezly je do táborů pro vysídlené osoby (displaced persons camps). Uprchlíci byli ubytováni v Nissenových boudách z vlnitého plechu a ve stanech (jež v nepříznivém počasí poskytovaly chabou ochranu) v táborech Poppendorf a Am Stau (u Lübecku). V listopadu 1947 byli převezeni do Sengwardenu u Wilhelmshavenu a do Emdenu.
Pro mnohé z nelegálních přistěhovalců to představovalo jen tranzitní bod, než se organizaci Bricha podařilo propašovat je do americké zóny, přes kterou se pak dostali do Palestiny ještě před izraelským vyhlášením nezávislosti. Z původních zhruba 4500 pasažérů Exodu jich v obou táborech v dubnu 1948 zbývalo jen 1800.
Během roku se více než polovina z původních pasažérů Exodu pokusila o emigraci do Palestiny jinými cestami a byli bez soudu zadržováni v táborech na Kypru. Britská vláda zadržovala vězně na Kypru až do ledna 1949, kdy formálně uznala stát Izrael a všichni zbylí cestující mohli odejít do Izraele.

### Historický dopad
Loď Exodus se stala symbolem Hagany a židovské snahy návratu do země zaslíbené. Případ pobouřil světové veřejné mínění a nakonec přispěl k rozdělení Palestiny a vzniku státu Izrael v květnu roku 1948.
Opuštěná loď Exodus, zakotvená v přístavu v Haifě, v roce 1952 vyhořela a v roce 1963 byla sešrotována.

### Kniha, hudba a film
Příběh Exodu 1947 zpracoval ve svém románu Exodus Leon Uris. Kniha se stala celosvětovým bestsellerem a na jejím základě byl natočen film Exodus (film, 1960). Hudbu k tomuto filmu zkomponoval Ernest Gold, který za ni roce 1961 získal Oscara a později dvě ceny Grammy. Autorem textu písně Exodus je Pat Boone, který byl považován za světovou pěveckou hvězdu. Píseň dostala název „This land is mine“ (Tato země je moje) a byla interpretována řadou slavných orchestrů i zpěváků (Edith Piaf, Andre Rieu...) Píseň bývá nezřídka označována za druhou izraelskou hymnu.